# Nyssodrysternum lineolatum
Nyssodrysternum lineolatum es una especie de escarabajo longicornio del género Nyssodrysternum, tribu Acanthocinini, subfamilia Lamiinae. Fue descrita científicamente por Bates en 1864.

## Descripción
Mide 10-11 milímetros de longitud.

## Distribución
Se distribuye por Brasil.